# Karen Johansdatter Borchenfeldt
Karen Johansdatter Borchenfeldt (født ca. 1650, død 1726) var en dansk godsejer. Hun blev gift med Lyder Spleth, søn af godsejer Jeremias Spleth, ejer af Erholm og forvalter på Løgismose. Parret fik en datter.
Lyder Spleth var oprindelig ridefoged og blev senere forpagter af både Valdemar Slot og Nakkebølle. Efter erhvervelsen af Erholm begyndte han at opkøbe fæstegods og indledte dermed en udvikling, som fortsatte til 1760-erne. Eftersom Erholm nærmest var omgivet af store, velarronderede godser som grevskabet Wedellsborg og hovedgården Søndergårde samt af kongeligt ryttergods, måtte han købe fjerntliggende gårde, der hørte til andre godsers strøgods, og det meste af det gods, han nåede at erhverve inden sin død i 1712, lå mere end 1 mil fra Erholm.
Efter sin mands død fortsatte Karen bestræbelserne på at forøge godsets besiddelser. Allerede i 1712 erhvervede hun hele landsbyen Magtenbølle i nabosognet Vissenbjerg, og da en del af det fynske ryttergods blev solgt i 1719, købte hun 96 tønder hartkorn bøndergods. Derved var fæstegodset vokset til 45 fæstegårde på samlet lidt over 300 tønder hartkorn, hvorved Erholm opfyldte betingelserne for at blive en "komplet hovedgård" (kriterium herfor var at eje mindst 200 tønder hartkorn fæstegods inden for højst 2 mil).
I 1720 indgik Karen (som var blevet 70 år) et nyt ægteskab med Andreas Simonsen, land- og krigskommissær samt hus- og ridefoged i det daværende Haderslev Amt. I 1723 bortsolgtes 76 tønder hartkorn bøndergods til Kronen, især nogle af de fjernest beliggende gårde for at skaffe kapital efter de foregående års omfattende jordkøb. I et testamente fra 1723 blev det bestemt, at Karens datter af første ægteskab og Andreas Simonsens broder Hans Simonsen hver skulle arve halvdelen af Erholm.